# Bác Nhĩ Tế Cát Đặc phế hậu
Bác Nhĩ Tế Cát Đặc Phế hậu (chữ Hán: 博爾濟吉特废后), còn gọi Thanh Thế Tổ Phế hậu (清世祖废后) hoặc Phế hậu Tĩnh phi (废后静妃), nguyên phối và là Hoàng hậu đầu tiên của Thanh Thế Tổ Thuận Trị Đế.
Theo lịch sử Hoàng gia nhà Thanh, bà là vị Hoàng hậu đầu tiên được phong sau khi nhập quan và cũng là người đầu tiên được hưởng quy chế lễ đại hôn khi thành thân với Hoàng đế, tức được kiệu đưa vào cung qua Đại Thanh môn. Bà cũng là một trong những Hoàng hậu có xuất thân cao nhất của triều đại này. Vì các Hoàng đế nhà Thanh về sau đa phần nối ngôi khi trưởng thành, từ lâu đã có Phúc tấn, vì vậy những Hoàng hậu từ đại hôn như bà cũng không nhiều, từ sau chỉ có: Hiếu Thành Nhân Hoàng hậu Hách Xá Lý Thị, Hiếu Triết Nghị Hoàng hậu A Lỗ Đặc Thị cùng Hiếu Định Cảnh Hoàng hậu Diệp Hách Na Lạp Thị.
Bà cũng là Hoàng hậu đầu tiên và duy nhất của triều đại nhà Thanh bị Hoàng đế ra chỉ dụ phế Hậu khi đang còn tại vị, không xét trường hợp truy phế như Hiếu Liệt Vũ Hoàng hậu của Thanh Thái Tổ, hoặc bị thu hồi sách phong mà không có phế dụ chính thức như Kế Hoàng hậu Na Lạp thị của Thanh Cao Tông Càn Long Đế.

## Xuất thân cao quý

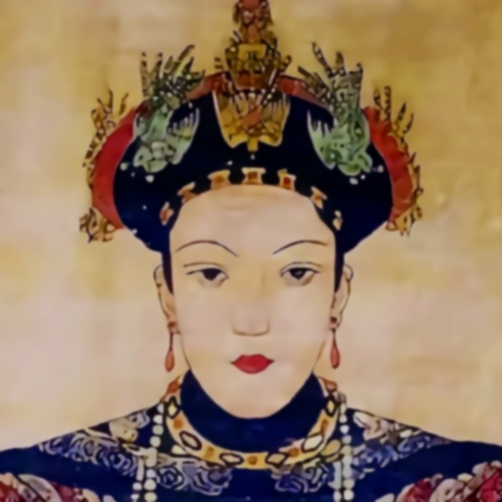
Phế hậu Bác Nhĩ Tế Cát Đặc thị

Phế hậu có họ rất phổ biến của người Mông Cổ là Bác Nhĩ Tế Cát Đặc, còn phiên gọi [Bác Nhĩ Tế Cẩm; 博尔济锦], bà xuất thân từ nhóm gia tộc thống lĩnh của bộ tộc Khoa Nhĩ Thấm. 
Các dòng họ "Bác Nhĩ Tế Cát Đặc" tại Mông Cổ có thể chia ra ở nhiều bộ tộc, nhưng đại đa số đều là thủ lĩnh của bộ tộc đó, gia tộc của Khoa Nhĩ Thấm cũng như vậy. Gia tộc của Phế hậu nhiều đời làm Bối lặc ở vùng đất Khoa Nhĩ Thấm, ngày nay là khu vực tỉnh Nội Mông Cổ. Dòng dõi Bác Nhĩ Tế Cát Đặc của Khoa Nhĩ Thấm nguyên là hậu duệ trực hệ của Chuyết Xích Cáp Tát Nhi, em trai cùng mẹ của Thành Cát Tư Hãn. Thanh sử cảo cùng sách đời Thanh không ghi lại tên thật của bà, nhưng căn cứ theo tập hồ sơ tên Thanh nội bí thư viện Mông Cổ văn đương án hối biên Hán dịch (清内秘书院蒙古文档案汇编汉译), phát hiện ra bà có thể có tên là Ngạch Nhĩ Đức Ni Bổn Ba (额尔德尼本巴Erdeni Bumba), trong đó [Erdeni] có nghĩa là trân bảo, còn [Bumba] là một loại bình sử dụng trong Phật giáo Tây Tạng.
Tổ phụ của Phế hậu là Trung thân vương Trại Tang (宰桑), thân phụ của Hiếu Trang Hoàng thái hậu, mẹ sinh của Thuận Trị Đế. Sau khi Thuận Trị Đế lên ngôi, Khoa Nhĩ Thấm bộ tộc được thiện đãi, chia ra làm nhiều phân nhánh và thừa hưởng các tước [Hòa Thạc Thân vương; 和硕亲王] thế tập truyền đời. Cha của Phế hậu là là Trác Lễ Khắc Đồ Thân vương Ngô Khắc Thiện (吴克善), anh trai cùng mẹ của Chiêu Thánh Thái hậu, được cai quản vùng Horqin Tả Dực Trung và tạo nên một phân nhánh lớn ở đây. Ngoài ra, một người em trai của cha bà, Sát Hãn, chính là tổ phụ của Hiếu Huệ Chương hoàng hậu.
Theo vai vế gia tộc, Phế hậu là cháu gọi Hiếu Trang Thái hậu bằng cô, do vậy là biểu tỷ của Thuận Trị Đế. Ngoài ra, bà còn là cô của Hiếu Huệ Chương Hoàng hậu, vị Hoàng hậu thứ hai của Thuận Trị Đế. Trong hôn nhân hoàng tộc cổ, việc họ hàng lấy nhau là rất phổ biến, không phát sinh dị nghị, thậm chí là một chính sách để kéo dài vinh quang, biểu thị nương tựa lẫn nhau vì lợi ích của các dòng tộc lâu đời.

## Hoàng hậu Đại Thanh

### Đại hôn nhập cung
Năm Thuận Trị thứ 8 (1651), ngày 17 tháng 1 (âm lịch), Bác Nhĩ Tế Cát Đặc thị nhập cung cử hành đại hôn với Thuận Trị Đế. Đại hôn của bà và Thuận Trị Đế vốn được sắp đặt từ lâu bởi Nhiếp Chính vương Đa Nhĩ Cổn, người có thực quyền vào thời kì đầu của Thuận Trị, và đã mất trước khi đại hôn lễ được chính thức cử hành.
Ngày 13 tháng 8 (tức ngày 27 tháng 9 dương lịch) cùng năm, Thuận Trị Đế tuyên bố đại hôn, tuyên cử hành đại điển sách lập Hoàng hậu.
Đây là lễ đại hôn phong Hoàng hậu đầu tiên của nhà Thanh từ khi nhập quan, do vậy cuộc đại hôn lễ này đã được ghi lại rất chi tiết. Hôm sau, sau khi tuyên bố lập con gái của Trác Lễ Khắc Đồ Thân vương Ngô Khắc Thiện làm Hoàng hậu, sai Nội viện quan để Sách bảo trong Hoàng án, rồi để Hoàng án trong nội điện của Thái Hòa điện. Ngày hôm đó, Hoàng đế mặc Triều phục, dùng đoàn Lễ bộ nghi giá đến Thái Hòa điện ngự tọa. Bên dưới quan viên, từ Nội viện quan đến quan viên các bộ, mặc Triều phục, khiển 2 Thân vương đến hầu Hoàng thái hậu ngự giá đến Thái Hòa điện. Hoàng đế đích thân xuất cung, đến bên trong Thái Hòa môn, nghênh đón Hoàng thái hậu nhập cung.
Sắc phong sứ đến để phủ của Hoàng hậu ở tạm, Trác Lễ Khắc Đồ Thân vương Ngô Khắc Thiện, Vương phi cùng Hoàng hậu mặc Triều phục, đều quỳ nghênh tiếp chỉ. Nữ quan phụng sách bảo quỳ dâng cho Hoàng hậu, Hoàng hậu quỳ cấm sách bảo từ Nữ quan, từ hướng Hoàng án mà hành đại lễ 6 bái, 3 quỳ, 3 dập đầu hành đại lễ. Từ đây Hoàng hậu ngự liễn nhập cung, đến thềm dưới của Thái Hòa điện thì đi vào cung, phụng giá có Cố Luân Công chúa, Hòa Thạc Công chúa, Hòa Thạc Phúc tấn cùng các Nhất phẩm Mệnh phụ Phu nhân cũng tùy giá Hoàng hậu vào cung. Khi đó Thái Hòa điện đầy đủ Hòa Thạc Thân vương, Đa La Quận vương, Đa La Bối lặc và Cố Sơn Bối tử,...tất cả đều mặc Triều phục phụng ngự tại sân son của Thái Hòa điện, đón tiếp ngự giá của Hoàng đế đang ngự lên bảo tọa, hành lễ 3 quỳ 9 lạy. Sau đó, Hoàng đế ban chiếu mở tiệc đón tiếp chư vương: Trác Lễ Khắc Đồ Thân vương, Sát Cáp Nhĩ Ngạch phụ A Bố Nãi Thân vương, Thổ Tạ Đồ Thân vương và các Bối lặc, Văn võ đại thần. Trong khi đó, Hoàng hậu suất chư Vương phi, triều kiến Hiếu Trang Hoàng thái hậu trong nội cung, hành đại lễ 6 bái, 3 quỳ, 3 dập đầu đại lễ, hồi cung, còn chư vị mệnh phụ nhập hầu Hoàng thái hậu.
Khoảng ngày 15 tháng 8 (âm lịch), Thuận Trị Đế ngự lên Thái Hòa điện, trước mặt chư Vương, Bối lặc cùng văn võ bá quan mà ra chỉ chiếu cáo thiên hạ. Là lễ chiếu cáo thiên hạ sách lập Hoàng hậu đầu tiên trong toàn bộ lịch sử triều Thanh.
Sách văn viết:
| “                                                   | 朕惟乘乾御极、首奠坤维。弘业凝庥、必资内辅义取作嫔于京室。礼宜正位于中宫。咨尔博尔济锦氏、乃科尔沁国卓礼克图亲王吴克善之女也。毓秀懿门。钟灵王室。言容纯备、行符图史之规。矩度幽闲、动合安贞之德。兹仰承皇太后懿命、册尔为皇后。其益崇壸范。肃正母仪。奉色养于慈闱。懋本支于奕世。钦哉。宝文曰。皇后之宝。 ... Trẫm duy thừa càn ngự cực, thủ điện khôn duy. Hoằng nghiệp ngưng hưu, tất tư nội phụ nghĩa thủ tác tần vu kinh thất. Lễ nghi chính vị vu trung cung. Tư nhĩ Bác Nhĩ Tế Cẩm thị, nãi Khoa Nhĩ Thấm quốc Trác Lễ Khắc Đồ thân vương Ngô Khắc Thiện chi nữ dã. Dục tú ý môn. Chung linh vương thất. Ngôn dung thuần bị, hành phù đồ sử chi quy. Củ độ u nhàn, động hợp an trinh chi đức. Tư ngưỡng thừa Hoàng thái hậu ý mệnh, sách nhĩ vi Hoàng hậu. Kỳ ích sùng khổn phạm. Túc chính mẫu nghi. Phụng sắc dưỡng vu từ vi. Mậu bổn chi vu dịch thế. Khâm tai. Bảo văn viết. Hoàng hậu chi bảo. | ” |
| — Sách văn lập Bác Nhĩ Tế Cát Đặc thị làm Hoàng hậu | |   |

### Mất đi ân sủng
Trong Thanh sử cảo, bà là Hoàng hậu duy nhất được đánh giá [Lệ mà tuệ; 丽而慧]. Cũng theo ghi chép trong Thanh sử cảo và giãi bày của chính Thuận Trị Đế về bà, Hoàng hậu Bác Nhĩ Tế Cát Đặc thị từ khi nhập cung cực kỳ chú trọng việc chưng diện và ăn uống, tất cả các trang phục đều phải được trang trí bằng trân châu đá quý; dụng cụ phục vụ ăn uống cho bà đều phải làm bằng vàng bạc quý hiếm. Thuận Trị Đế quen thanh đạm giản dị, thấy Hoàng hậu tiêu xài hoang phí nên cảm thấy không hợp. Ngoài ra, do được nuông chiều từ bé, nên tính cách Hoàng hậu vô cùng bướng bỉnh, ương ngạnh. Vốn không sủng ái Hoàng hậu, Thuận Trị Đế càng nảy sinh ý định phế hậu.
Tuy vậy, nguyên do bất hòa giữa Đế-Hậu có lẽ không đơn giản chỉ vì tính tình và lối cư xử của bà, mà còn do bà được Nhiếp Chính vương Đa Nhĩ Cổn chống lưng. Đa Nhĩ Cổn là con trai thứ 14 của Thanh Thái Tổ Nỗ Nhĩ Cáp Xích, em cùng cha khác mẹ với Thanh Thái Tông Hoàng Thái Cực, và chú ruột của Thuận Trị. Khi xưa mẹ Đa Nhĩ Cổn, Đại phi Ô Lạt Na Lạp A-Ba-Hợi bị Hoàng Thái Cực bắt tuẫn táng, tạo nên hiềm khích giữa Đa Nhĩ Cổn và Hoàng Thái Cực. Hoàng Thái Cực băng hà, Hào Cách bị Đa Nhĩ Cổn đánh bại, Thuận Trị Đế được chọn lên ngôi khi vừa lên 6 tuổi. Theo lời đồn, Đa Nhĩ Cổn và Hiếu Trang Hoàng thái hậu có tình cảm sâu đậm nên ông hết sức phò trợ cho Thuận Trị Đế đăng cơ.
Đối với Thuận Trị Đế, Đa Nhĩ Cổn vừa là ân nhân vừa là mối nguy hiểm. Chính ân-oán xen lẫn này đã tạo nút thắt khó gỡ trong thâm tâm vị Hoàng đế trẻ tuổi, và có lẽ ông dồn hết mọi bức xúc ấy lên Hoàng hậu Bác Nhĩ Tế Cát Đặc thị - người được Đa Nhĩ Cổn chỉ định.

## Phế hậu

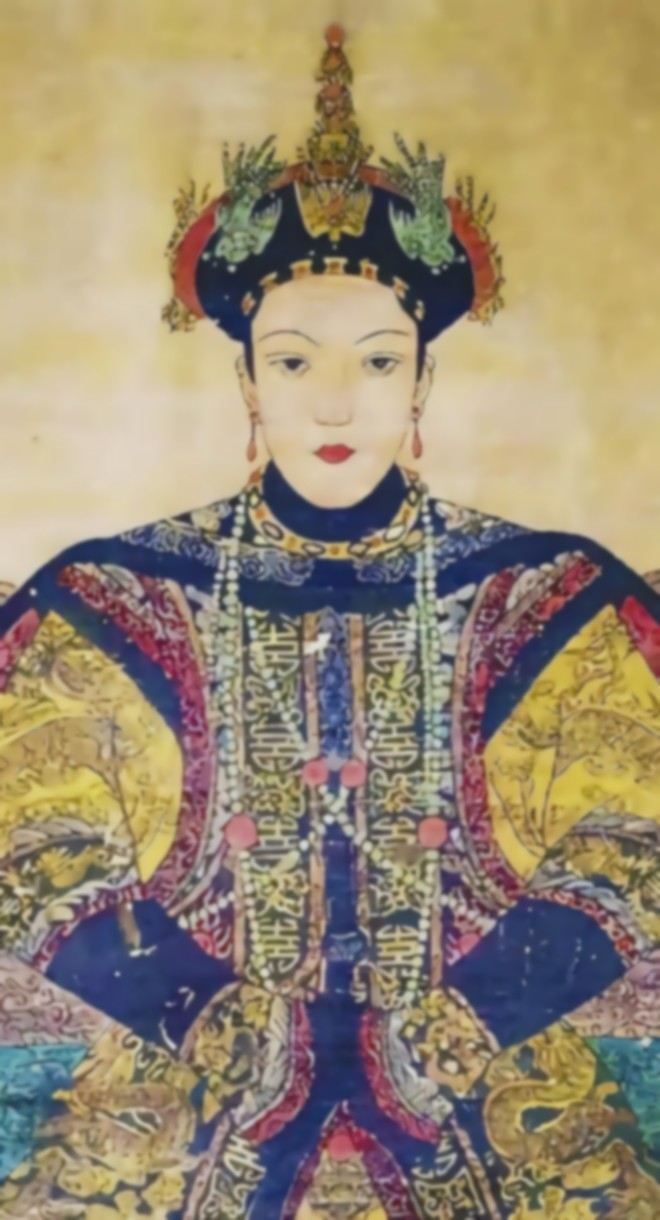
Bác Nhĩ Tế Cát Đặc phế hậu triều phục

### Giáng vị Tĩnh phi
Năm Thuận Trị thứ 10 (1653), ngày 24 tháng 8 (âm lịch), Thuận Trị Đế tập hợp hội đồng, tuyên bố Hoàng hậu Bác Nhĩ Tế Cát Đặc thị [Vô năng, cố đương phế; 無能，故當廢], mệnh tra điển cổ Phế hậu trong lịch sử. Các Đại học sĩ Phùng Thuyên (冯铨), Trần Danh Hạ (陈名夏) cật lực phản đối. Không chịu khuất phục, hôm sau Hoàng đế trực tiếp đến xin Hiếu Trang Hoàng thái hậu cho phép giáng Hoàng hậu xuống tước Phi.
Ngày 26 tháng 8, Thuận Trị Đế dụ Lễ bộ, soạn thánh chỉ giáng vị Hoàng hậu Bác Nhĩ Tế Cát Đặc thị xuống làm Phi. Toàn bộ Lễ bộ quan viên dâng sớ phản đối, lấy lý do năm đó Hoàng hậu từng cáo Tế thiên, đảm nhận Chính vị, đột ngột phế truất hoàn toàn không phù hợp trình tự. Chuyện đến nước này, Thuận Trị Đế bèn triệu tập Nghị chính Vương đại thần, thảo luận việc phế bỏ Hoàng hậu. Viên ngoại lang Khổng Doãn Việt (孔允樾) dâng tấu bất bình, vì Hoàng hậu đã chính vị 3 năm, không phạm đại tội, dùng chữ [Vô năng] làm lý do sẽ khiến thiên hạ và hậu thế không phục. Ngự sử Tông Đôn Nhất (宗敦一), Phan Triều Tuyển (潘朝選) và 14 người bọn họ yêu cầu Hoàng đế thu hồi ý chỉ phế truất Hoàng hậu. Thuận Trị Hoàng đế giận tím mặt, trách cứ bọn họ "suy đoán Thánh tâm", "mua danh chuộc tiếng" mà quyết định trừng trị toàn bộ.
Ngày 1 tháng 9, Nghị chính Vương đại thần thỉnh cầu Hoàng đế tiếp tục giữ Hoàng hậu Bác Nhĩ Tế Cát Đặc thị tại vị. Thuận Trị Đế kiên quyết không nghe, mệnh cho Nghị chính Vương đại thần [Phúc nghị]. Cuối cùng vào ngày 5 tháng 9 (tức ngày 25 tháng 10 dương lịch), Trịnh thân vương Tế Nhĩ Cáp Lãng đọc tuyên kết quả nghị sự cho Thuận Trị Đế, cuối cùng đã thông qua việc phế bỏ Hoàng hậu Bác Nhĩ Tế Cát Đặc thị, giáng làm Tĩnh phi (静妃), chuyển về Trắc cung.
Năm Thuận Trị thứ 11 (1654), tháng 2, Hoàng đế ra một đạo chỉ dụ: 
- [吏部议，凡满洲、蒙古、汉军受封命妇或有夫妻不谐，情愿离异者，应听其夫自便。有夫故再适者，应将本妇原得诰敕追夺。从之。].
- Lại bộ nghị, phàm Mãn Châu, Mông Cổ, Hán Quân thụ phong mệnh phụ hoặc hữu phu thê bất hài, tình nguyện ly dị giả, ứng thính kỳ phu tự tiện. Hữu phu cố tái thích giả, ứng tương bổn phụ nguyên đắc cáo sắc truy đoạt. Tòng chi.

Ý của chỉ dụ này là mệnh phụ có cáo mệnh và phu quân nếu bất hòa, có thể ly hôn. Thê tử tái hôn sau khi phu quân chết, nếu có [Cáo mệnh] sẽ bị đoạt lại. Chỉ mấy tháng sau khi phế truất Tĩnh phi, Thuận Trị Đế liền ra một đạo chỉ dụ này, ý tứ rất rõ ràng.

### Kết cục
Phế hậu may mắn không phải chịu số phận bị giam cầm trong lãnh cung như các phế hậu khác trong lịch sử, còn được phong Phi. Điều này cũng nhờ vào mối quan hệ giữa bà và Hiếu Trang Hoàng thái hậu. Cha bà là Trác Lễ Khắc Đồ thân vương Ngô Khắc Thiện, Đại Thân vương dòng đại tông của Khoa Nhĩ Thấm, chính trị đan xen, cũng là một nguyên nhân lớn khiến Thuận Trị Đế không dám làm gì hơn sau khi phế truất bà. Từ đó về sau, Bác Nhĩ Tế Cát Đặc thị không còn được ghi chép trong lịch sử.
Căn cứ theo Yến đồ kỷ hành (燕途纪行) của Lân Bình đại quân Lý Yểu (李㴭; 이요), vào năm Thuận Trị thứ 13 (1656), tháng 10, cha của Phế hậu Tĩnh phi là Trác Lễ Khắc Đồ thân vương Ngô Khắc Thiện nhập kinh. Trong dịp ấy, Thuận Trị Đế đồng ý với cậu mình là cho Tĩnh phi trở về Khoa Nhĩ Thấm. Trong bài "Cổ ý lục thủ" (古意六首) của Ngô Vĩ Nghiệp (吴伟业), Tĩnh phi được ghi lại qua đời không lâu sau cái chết của Thuận Trị Đế. Trong khi đó, sách sử nhà Triều Tiên ghi lại bà trở về Khoa Nhĩ Thấm, tái giá và sinh con.
Vào thời Gia Khánh, Hoàng đế từng ra chỉ mệnh Quân cơ xứ đến Thanh Đông lăng dò hỏi nha môn phụ trách coi giữ lăng, tìm hiểu xem Phế hậu Tĩnh phi sau khi mất táng ở nơi nào, khi nào phụng an, hiến tế như thế nào, sinh nhật và ngày kị ra sao.

## Phim ảnh
| Năm  | Tên phim                | Công ty sản xuất               | Diễn viên   |
| ---- | ----------------------- | ------------------------------ | ----------- |
| 1992 | 《Tái thế tình duyên》  | Công ty Truyền hình Trung Quốc | Lý Đại Linh |
| 2002 | 《Thiếu niên Thiên tử》 |                                | Hách Lôi    |
| 2003 | 《Hiếu Trang bí sử》    |                                | Ngô Tử Đồng |
| 2011 | 《Tử cấm kinh lôi》     |                                | Mã Vịnh Ân  |
| 2012 | 《Mỹ nhân vô lệ》       |                                | Đổng Tuệ    |
| 2015 | 《Đa tình giang sơn》   | Hà Nam ảnh thị                 | Từ Tiểu Táp |